# Hervé Panizzi
Hervé Panizzi (1967. július 13. –) francia rali-navigátor.

## Pályafutása

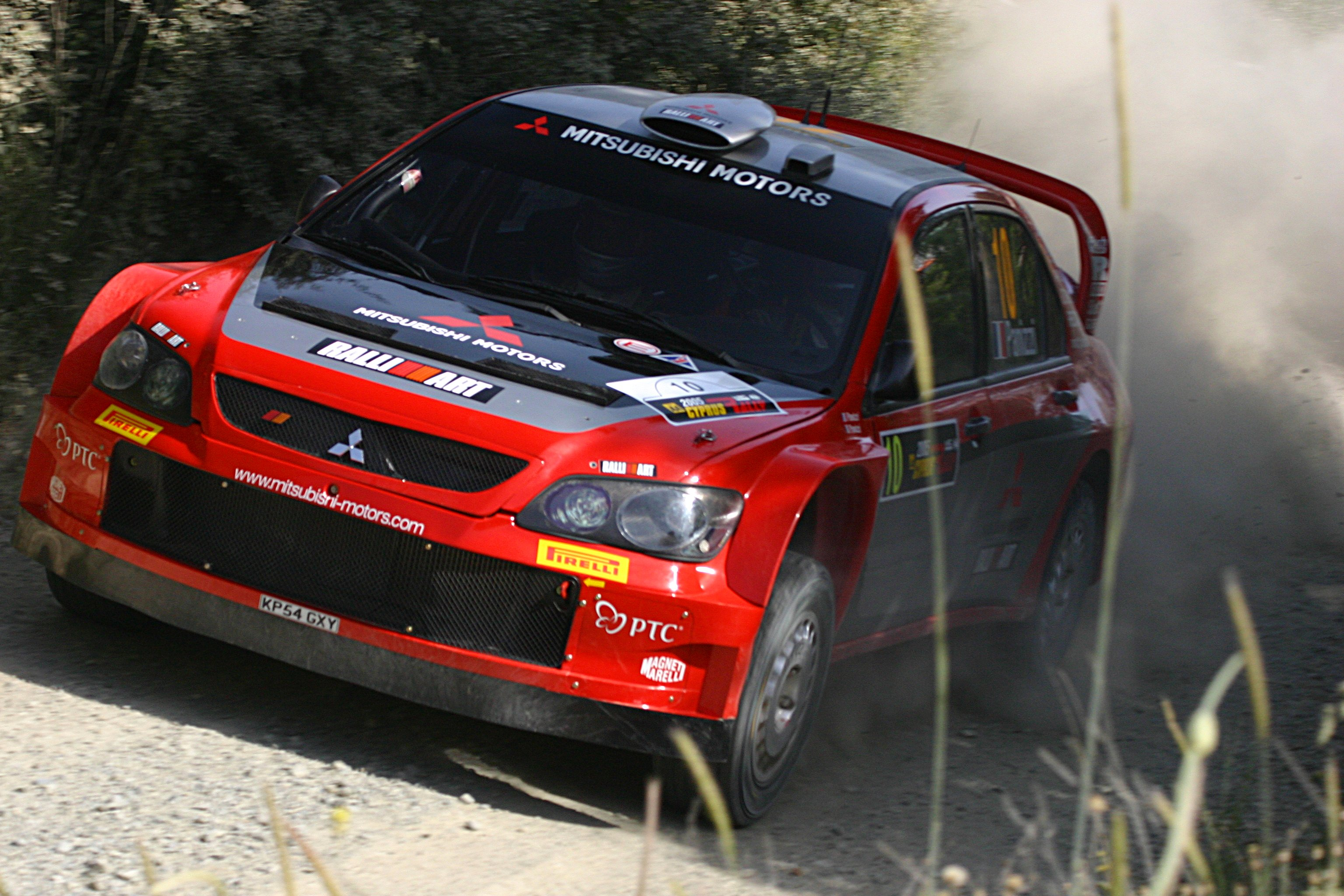
Gilles és Hervé a 2005-ös Ciprus-ralin

1990 és 2006 között hetvenegy világbajnoki futamon vett részt, ezek mindegyikén testvére, Gilles Panizzi navigátoraként. 
Gilles-el hét futamgyőzelmet szereztek, kivétel nélkül mindegyiket aszfaltos borítású versenyen. A Peugeot, a Mitsubishi, valamint a Skoda csapatában is megfordultak, mint gyári versenyzők. 

### Rali-világbajnoki győzelmei
| #  | Dátum                  | Rali         | Versenyző      | Autó            | Összefoglaló |
| -- | ---------------------- | ------------ | -------------- | --------------- | ------------ |
| 1. | 2000. szept 28 - okt 1 | Korzika-rali | Gilles Panizzi | Peugeot 206 WRC | Összefoglaló |
| 2. | 2000. október 19-22    | Sanremo-rali | Gilles Panizzi | Peugeot 206 WRC | Összefoglaló |
| 3. | 2001. október 4-7      | Sanremo-rali | Gilles Panizzi | Peugeot 206 WRC | Összefoglaló |
| 4. | 2002. március 7-10     | Korzika-rali | Gilles Panizzi | Peugeot 206 WRC | Összefoglaló |
| 5. | 2002. március 21-24    | Katalán rali | Gilles Panizzi | Peugeot 206 WRC | Összefoglaló |
| 6. | 2002. szeptember 19-22 | Sanremo-rali | Gilles Panizzi | Peugeot 206 WRC | Összefoglaló |
| 7. | 2003. október 24-26    | Katalán rali | Gilles Panizzi | Peugeot 206 WRC | Összefoglaló |

## Külső hivatkozások
- Profilja a rallybase.nl honlapon
- Profilja az ewrc-results.com honlapon[halott link]